# Sa giông phương Đông
Sa giông phương Đông   (Notophthalmus viridescens) là một loài Kỳ giông những con sa giông phổ biến ở phía đông Bắc Mỹ. Loài này sinh sống trong các khu rừng ẩm ướt với các hồ, ao nhỏ. Chúng có thể cùng tồn tại trong một môi trường nước với các loài cá nhỏ không ăn thịt, tuy nhiên, da của chúng tiết ra một chất độc khi loài sa giông này bị đe dọa hoặc bị thương. Chúng có tuổi thọ từ 12 đến 15 năm trong tự nhiên, và có thể dài đến 5 inch. Loài sa giông này là một con vật nuôi trong bể cá cảnh phổ biến, hoặc được thu thập từ tự nhiên hoặc mua.

## Mối quan tâm bảo tồn
Mặc dù sa giông phương đông phổ biến khắp Bắc Mỹ, chúng cũng giống như nhiều loài lưỡng cư khác, đang ngày càng bị đe dọa bởi một số yếu tố bao gồm phân mảnh môi trường sống, biến đổi khí hậu, loài xâm lấn, khai thác quá mức, và các bệnh truyền nhiễm nổi cộm. Sa giông phưong Đông là vật chủ của Batrachochytrium dendrobatidis và Ranavirus. Chúng cũng rất dễ bị nhiễm nấm chytrid mới xuất hiện Batrachochytrium salamandrivorans.

## Hình ảnh

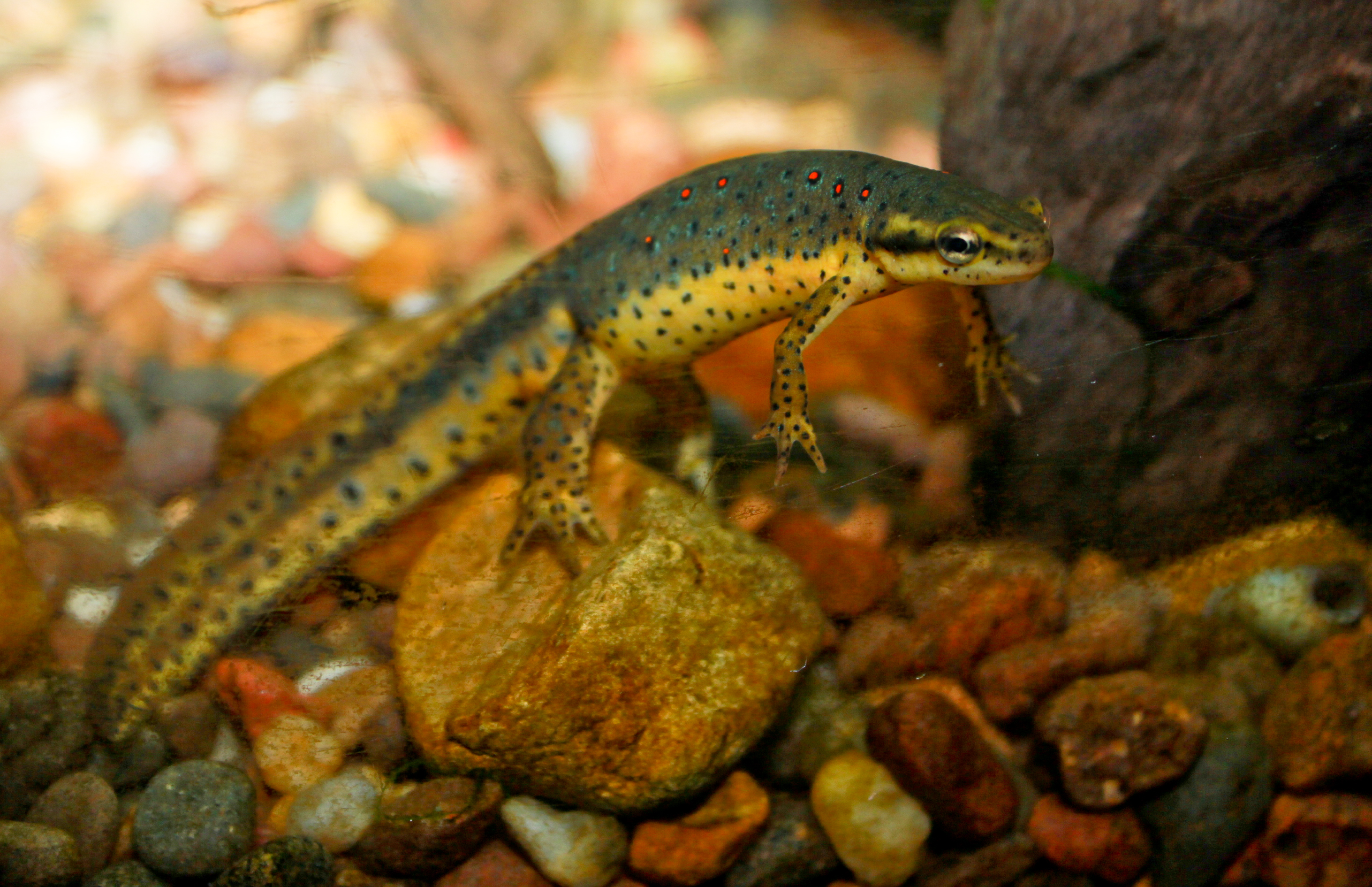
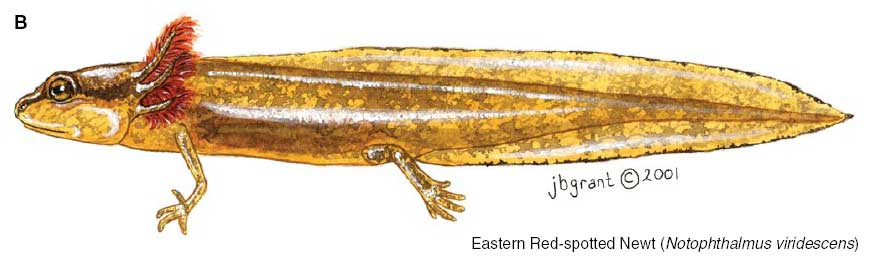
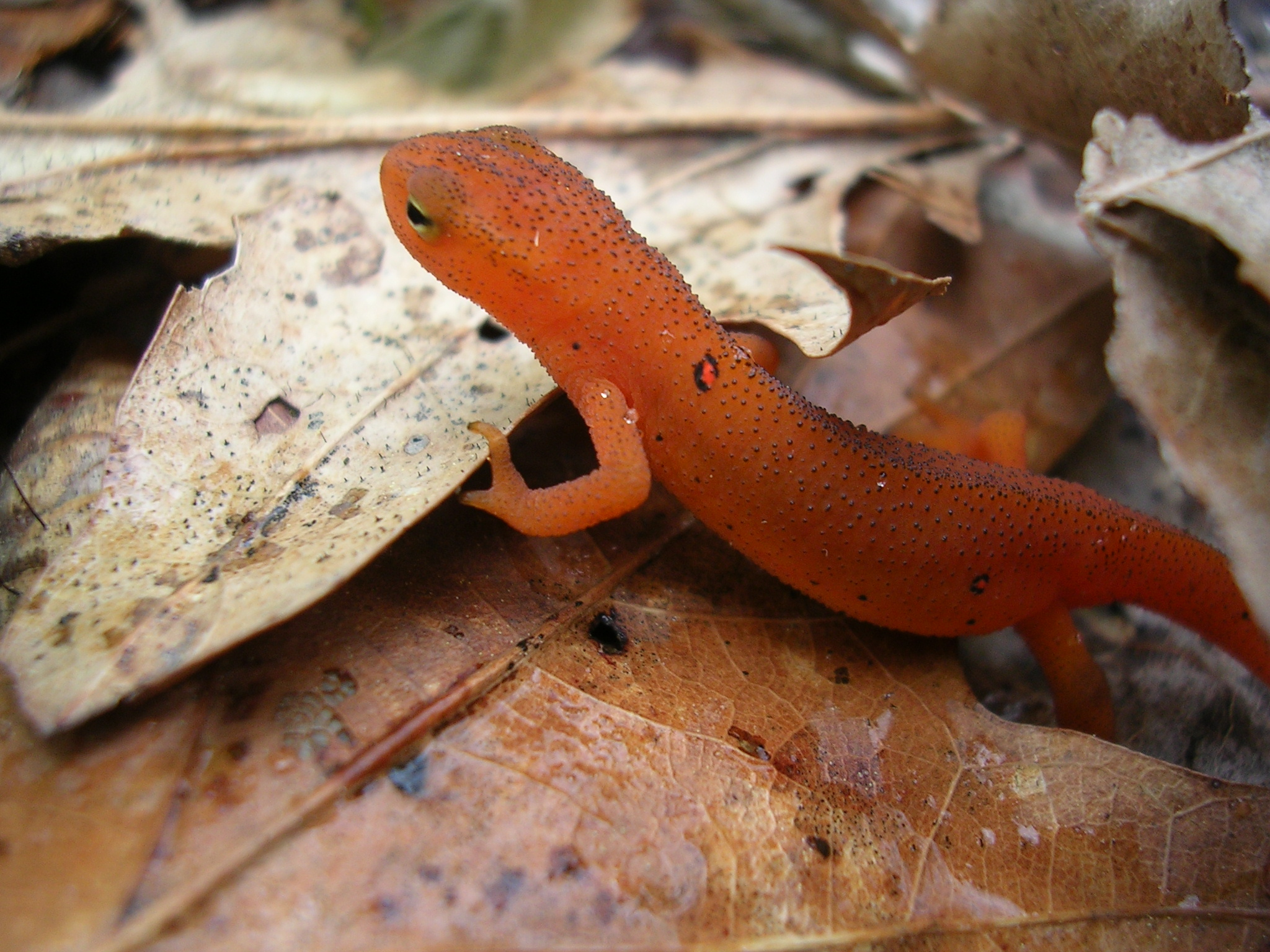
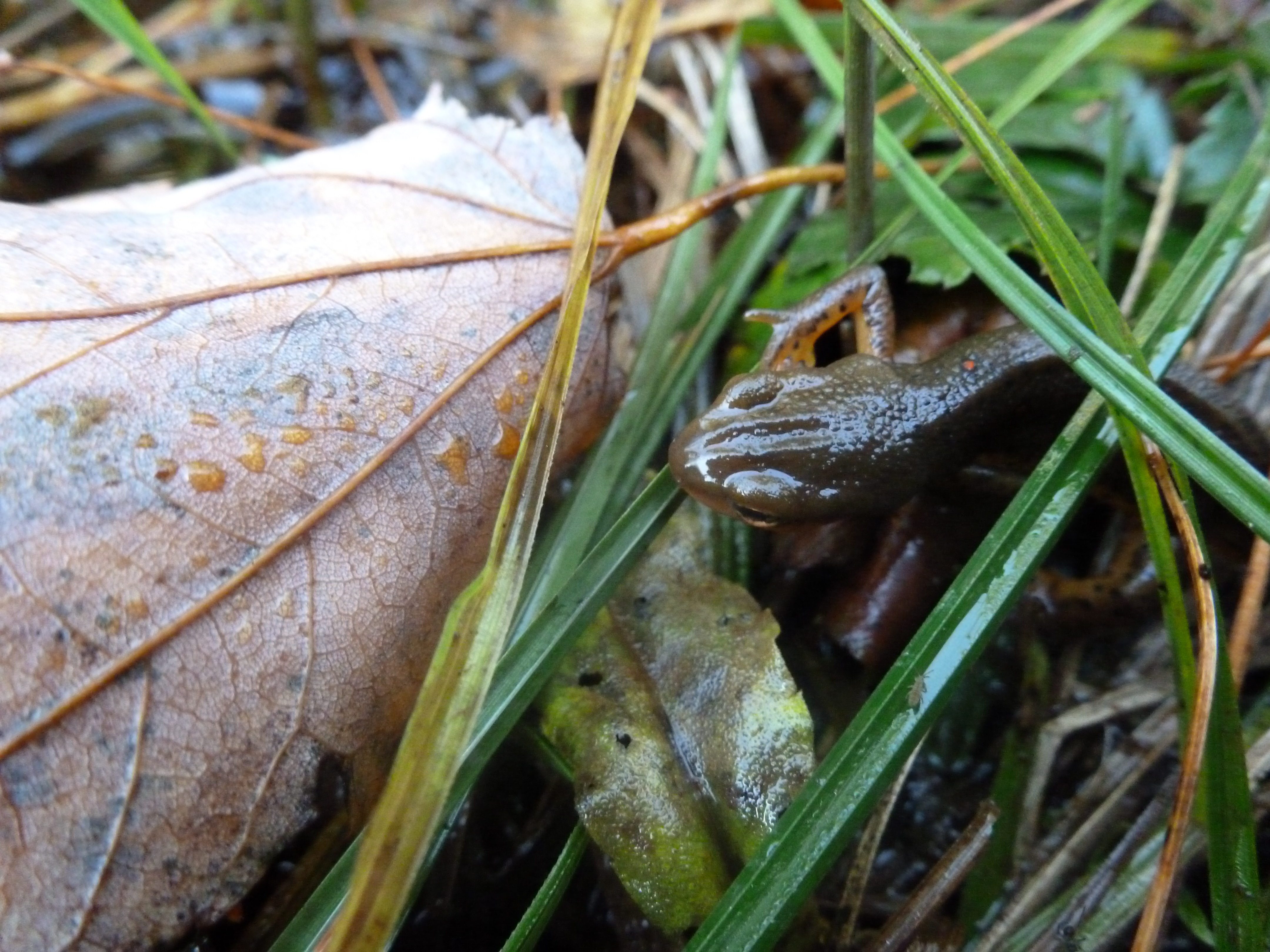